# Sigismund van Bourgondië

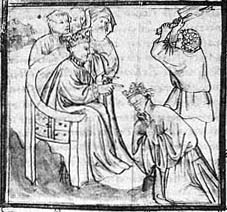
Chlodomer kijkt toe bij de executie van Sigismund

Sigismund was koning van de Bourgondiërs tussen 516–524. Hij was de oudste zoon van Gundobad en diens opvolger. Tijdens het bewind van Sigismund gingen de Bourgonden van het ariaanse christendom over tot het katholicisme.  Sigismund wordt daarom als heilige vereerd.

## Leven
Sigismund was getrouwd met een dochter van Theodorik de Grote, de koning der Ostrogoten in Italië en had een zoon bij haar, Sigerik. Hij liet zijn zoon echter ombrengen op verdenking van verraad. Sigismund was katholiek. Dat weerhield zijn nicht, koningin-moeder Clothilde, er niet van een van haar zoons, Chlodomer, koning der Franken, ertoe aan te zetten hem te verslaan en te doden in 524. Gregorius schreef dat toe aan wraak voor de dood van Clothildes vader Chilperik, maar het is mogelijk dat deze 'moord' door Gundobad een later verzinsel is.
Na Sigismunds dood ging de Bourgondische troon naar zijn (ariaanse) broer Gundomar II, die erin slaagde Chlodomer in een hinderlaag te lokken en te doden en de Franken Bourgondië weer te ontfutselen.